# Chiesa della Beata Vergine Assunta (Morterone)
La chiesa Santa Maria Assunta è la parrocchiale di Morterone, in provincia di Lecco e arcidiocesi di Milano; fa parte del decanato di Lecco.

## Storia
Da una lapide murata sulla facciata della chiesa si desume che l'antica chiesa morteronese fu costruita nel 1461; nel 1566 risultava sede di una cappellania curata, mentre la parrocchia venne eretta nel secolo successivo.
Dalla relazione della visita pastorale del 1746 dell'arcivescovo Giuseppe Pozzobonelli si apprende che la chiesa della Beatissima Vergine Maria Assunta in Cielo era sede della confraternita del Santissimo Sacramento e che il numero dei fedeli era pari a 321.
La parrocchiale venne interessata nel 1826 da un intervento di rifacimento in stile neoclassico; il campanile fu poi eretto tra il 1848 e il 1849, mentre poi nel decennio successivo si provvide a costruire il portichetto in facciata.
Nel 1896 l'arcivescovo Andrea Carlo Ferrari, compiendo la sua visita pastorale, trovò che i fedeli ammontavano a 650 e che nella chiesa avevano sede le tre confraternite del Santissimo Sacramento, dei Luigini e delle Figlie di Maria.
La parrocchiale nel 1988 fu adeguata alle norme postconciliari con l'aggiunta dell'altare rivolto verso l'assemblea e quattro anni dopo l'interno edificio fu restaurato.

## Descrizione

### Esterno
La facciata a salienti della chiesa, rivolta a occidente e preceduta dal portico sorretto da pilastri, presenta al centro il portale d'ingresso e sopra una finestra semicircolare; a coronare il prospetto è il timpano di forma triangolare.
Annesso alla parrocchiale è il campanile a pianta quadrata, la cui cella presenta su ogni lato una monofora a tutto sesto ed è coperto dal tetto a quattro falde.

### Interno
L'interno dell'edificio si compone di un'unica navata, sulla quale si affacciano sei cappelle laterali introdotte da archi a tutto sesto e le cui pareti sono scandite da paraste sorreggenti la trabeazione modanata e aggettante sopra la quale si imposta la volta a botte; al termine dell'aula si sviluppa il presbiterio, rialzato di alcuni gradini e chiuso dall'abside semicircolare.